# Nathalie Saint-Cricq
Pour les articles homonymes, voir Saint-Cricq.
Nathalie Saint-Cricq, née le 31 juillet 1962 à Tours (Indre-et-Loire), est une journaliste, éditorialiste et chroniqueuse française.
De juin 2012 à 2019, elle dirige le service politique de France 2, avec une fonction d'éditorialiste chargée de commenter l'actualité politique lors des journaux de 20 heures, qu'elle conserve après 2019.

## Biographie

### Jeunesse et études
Nathalie Saint-Cricq naît le 31 juillet 1962 à Tours en Indre-et-Loire,.
Elle est la fille de Jacques Saint-Cricq, président du conseil de surveillance de La Nouvelle République du Centre-Ouest, et d'une mère sociologue de formation, mais ayant choisi de rester femme au foyer pour l'élever, elle et son-frère. Elle est la petite-fille de Jean Meunier, fondateur en septembre 1944 du même journal, qui fut avant la guerre député socialiste de Tours, puis engagé dans la Résistance, et maire de la ville de 1945 à 1947
La famille Saint-Cricq est l'un des deux actionnaires majoritaires du groupe Nouvelle République du Centre-Ouest, qui édite le journal du même nom, quelques autres titres de presse écrite, et possède 40 % des parts de la chaîne TV Tours Val de Loire. Son frère, Olivier Saint-Cricq, est à la tête du directoire du groupe, dirige la Nouvelle République du Centre Ouest, le principal journal de Tours.
Elle est pendant près de 25 ans la compagne du journaliste du Figaro et ancien directeur général de France Télévision, Patrice Duhamel, qu'elle rencontre après qu'il a été nommé directeur des informations de La Cinq en 1987 et qu'elle a finalement épousé en 2017. De cette union sont nés Raphaël Duhamel, producteur de cinéma et scénariste, et Benjamin Duhamel, journaliste à BFM TV, où il travaille aux côtés de son oncle, l'éditorialiste Alain Duhamel, frère de Patrice Duhamel.
Elle est par ailleurs la tante par alliance d'Amélie Oudéa-Castéra, ministre de 2022 à 2024 sous les gouvernements Borne et Attal.
Nathalie Saint-Cricq est diplômée de l'Institut d'études politiques de Paris (1983), d'un diplôme d'études supérieures spécialisées (DESS) en marketing (1985) et d'une maîtrise de lettres.

### Parcours médiatique
Après avoir effectué à partir des années 1980 une carrière de journaliste dans des médias privés comme La Cinq et Europe 1, elle entre à France Télévisions dès le 3 septembre 1992, après la fermeture de la Cinq. De 2006 à 2009, elle anime l'émission Quand j'étais petit sur Europe 1[réf. à confirmer].
Elle a ensuite été rédactrice en chef, à partir de 2009, de deux émissions spécialement dédiées à la politique sur France 2: Des paroles et des actes et À vous de juger.
Fin juin 2012, elle succède à Fabien Namias en tant que responsable du service politique de France 2. Elle occupe cette fonction jusque 2019, alors remplacée par Muriel Pleynet.
Le 3 mai 2017, elle anime avec Christophe Jakubyszyn, responsable du service politique de TF1, le débat télévisé du second tour de l'élection présidentielle française entre Marine Le Pen et Emmanuel Macron.
À partir de septembre 2017, elle est chroniqueuse dans L'Émission politique sur France 2, présentée par Léa Salamé et Thomas Sotto.
Depuis 2016, elle intervient également dans Questions politiques.
En 2022, elle est nommée Coordinatrice en charge des évolutions éditoriales de l'information de France Télévisions.
En mars 2025, elle est nommée Directrice des rédactions nationales de France Télévision.

## Polémiques

### Débat télévisé du second tour de la présidentielle 2017
Nathalie Saint-Criq est visée par les critiques au lendemain du débat télévisé du second tour de la présidentielle 2017, dont elle était l'un des deux arbitres, le représentant de Marine Le Pen ayant récusé Anne-Claire Coudray. Elle et l'autre arbitre, Christophe Jakubyszyn, sont jugés « dramatiquement absents », voire « fantoches », en raison de 400 prises de paroles se révélant toutes inefficaces à canaliser un débat houleux, qualifié par les éditorialistes de la presse française et du quotidien allemand Die Welt de « pire débat télévisé de l’histoire de la Ve République ». Nathalie Saint-Cricq est le lendemain la cible des moqueries sur Twitter et une capture d'écran d'elle circule massivement sur les réseaux sociaux, où le débat est critiqué comme une confrontation sans profondeur et souvent approximative,,.

### Rencontres secrètes lors de la réforme des retraites
Le 17 janvier 2023, à deux jours de l'importante manifestation intersyndicale du 19 janvier contre la réforme des retraites, elle aurait, selon la journaliste Raphaëlle Baillot dans l'émission C médiatique du 24 janvier sur France 5, participé, en compagnie des journalistes Guillaume Tabard, Dominique Seux et Françoise Fressoz ainsi que son fils Benjamin Duhamel, à une rencontre secrète organisée par le service communication du président entre Emmanuel Macron et dix éditorialistes de la presse parisienne pour tenter d’allumer des contre-feux médiatiques.

### Dissimulation des liens familiaux avec Amélie Oudéa-Castera
Au moment où sa nièce Amélie Oudéa-Castéra fait la une de l'actualité pour plusieurs polémiques qui s'enchaînent,, elle n'est astreinte qu'à une mise en retrait, assez relative et qui semble obéir au bon vouloir de la journaliste, selon le service de vérification des faits de Libération, même si de son côté la journaliste assure s’être écartée de manière volontaire des sujets concernant la ministre, pour éviter un conflit d’intérêts. La presse l'observe cependant sur les antennes de France TV évoquer parfois sa nièce sans que leur lien de parenté soit explicité, ce qui jette le discrédit sur la rédaction, selon un de ses journalistes.

### Campagne d'affiche de La France insoumise
Fin février 2024, elle figure dans une campagne de La France insoumise incitant ses sympathisants à s’inscrire sur les listes électorales qui utilise son image et mentionne « Nathalie Saint-Cricq vote. Et vous ? ». Cependant, l'usage du nom et du visage de Nathalie Saint-Cricq cause la colère de l'éditorialiste, qui saisit la justice contre le parti. Nathalie Saint-Cricq reçoit une vague de soutiens très large dans son univers professionnel, notamment celui de Delphine Ernotte, présidente de France Télévisions, qui dénonce « une attaque personnelle et une utilisation inacceptable de son image », d'autres journalistes s'inquiétant de voir une consœur désignée nommément par une campagne de visuels sur les réseaux sociaux. 

## Publications
- Je vous aiderai à vivre, vous m'aiderez à mourir, 2021, (ISBN 1032913649). Livre qui relate, d'après 668 lettres récemment retrouvées, le dernier amour de Georges Clemenceau pour l'éditrice Marguerite Baldensperger, une femme de quarante ans sa cadette et mariée à un grand universitaire de littérature comparée, Fernand Baldensperger.
- L'Ombre d'un traître, 2023, (ISBN 1032927275)